# Rienat Saidow
Rienat Malikowicz Saidow (ros. Ренат Маликович Саидов, ur. 27 września 1988) – rosyjski judoka. Olimpijczyk z Rio de Janeiro 2016, gdzie zajął dziewiąte miejsce w wadze ciężkiej.
Brązowy medalista mistrzostw świata w 2014; uczestnik zawodów w 2015. Startował w Pucharze Świata w latach 2009-2016. Piąty na mistrzostwach Europy w 2013, a także trzykrotny medalista w drużynie. Zdobył brązowy medal indywidualnie i w drużynie na igrzyskach europejskich w 2015. Drugi na uniwersjadzie w 2011 i trzeci w 2013. Mistrz Rosji w 2012 roku.

## Letnie Igrzyska Olimpijskie 2016
| Konkurencja | Eliminacje                  | Eliminacje           | Klas. końcowa |
| Konkurencja | Przeciwnik I                | Przeciwnik II        | Miejsce       |
| ----------- | --------------------------- | -------------------- | ------------- |
| +100 kg     | Daniel Allerstorfer (AUT) Z | Rafael Silva (BRA) P | 9.            |